# تاریخچه ترابری

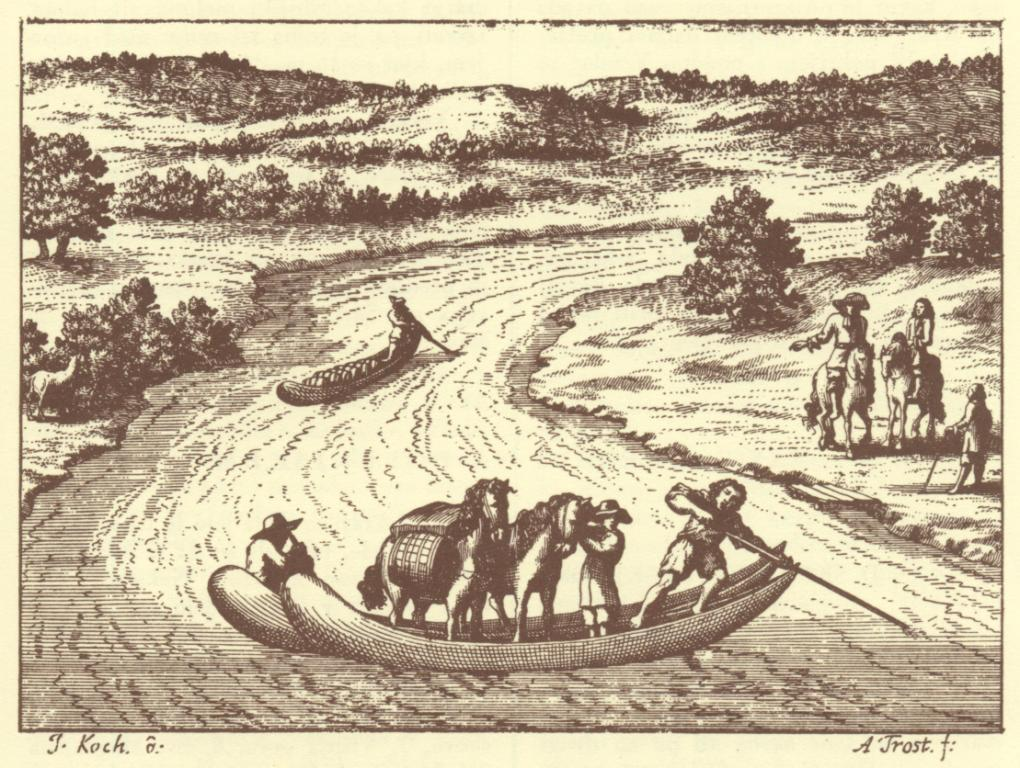
تاریخچه ترابری

تاریخچه ترابری (به انگلیسی: history of transport) عمدتاً یکی از نوآوری‌های تکنولوژیکی است. پیشرفت تکنولوژی به مردم این امکان را داده‌است که دورتر سفر کنند، قلمروهای بیشتری را کشف کنند و نفوذ خود را در مناطق بزرگتر گسترش دهند. حتی در زمان‌های قدیم، ابزارهای جدید مانند کفشهای جدید، اسکی و کفش‌های برفی، مسافت‌هایی را که می‌توان پیمود را طولانی‌تر کردند. با اعمال اختراعات و اکتشافات جدید برای مشکلات حمل و نقل، زمان سفر کاهش یافت در حالی که توانایی جابجایی بارهای بیشتر و بزرگتر افزایش یافت. نوآوری همچنان ادامه دارد و محققان حمل و نقل در حال تلاش برای یافتن راه‌های جدیدی برای کاهش هزینه‌ها و افزایش کارایی حمل و نقل هستند.
تجارت بین‌الملل محرک پیشرفت در حمل‌ونقل جهانی در دنیای پیش مدرن بود. از سال ۱۵۰۰ به بعد، یک اقتصاد جهانی واحد با تقسیم کار و تجارت چند جانبه در سراسر جهان وجود داشت. و بعدها دنیای جدید شاهد تحولی در مسیرهای تجاری و سفرهای زمینی و دریایی بود.

## پیشرفت‌های ناوبری
قرن سیزدهم شاهد ظهور قطب‌نمای مغناطیسی برای سفرهای خارج از کشور بود. قبل از ایجاد آن، دریانوردان باید به نشانه‌ها و ستاره‌ها به عنوان راهنما برای دریانوردی تکیه می‌کردند. قطب‌نما به ملوانان اجازه می‌داد مسیری را ترسیم کنند و با استفاده از شمال مغناطیسی به عنوان مرجع، می‌توانستند در مه و ابر حرکت کنند. این همچنین منجر به سفرهای کوتاه‌تر شد، زیرا آنها می‌توانستند رویکردهای خطی بیشتری را به مقصد ترسیم کنند. نمودارهای پورتولان بوجود آمدند و این مسیرهای گشت و گذار خطی را ترسیم کردند و ناوبری دریایی را دقیق تر و کارآمدتر کردند. در سال ۱۷۶۱ نیز کرونومتر دریایی اختراع شد.